# Корабель (телесеріал, Росія)
«Корабель» (рос. Корабль) — російський постапокаліптичний телесеріал, створений компанією «Yellow, Black and White», за участю кінокомпанії «Мэйнстрим фильм» і телеканалу «Ю». Адаптація іспанського телесеріалу «Корабель». Зйомки серіалу стартували 7 травня 2013 р. в Москві. Прем'єра відбулась 13 січня 2014 року на каналі «СТС». В Україні телесеріал транслювався на каналі ТЕТ.

## Сюжет
20 молодих курсантів вирушають в навчальне плавання, готові веселитися безупину, але їхній безтурботний відпочинок триває недовго. Вибух, що стався у Великому адронному колайдері, призводить до глобальної катастрофи, внаслідок якої більшість материків йдуть під воду.

## Ролі
| Актор                | Роль              |
| -------------------- | ----------------- |
| Дмитро Пєвцов        | Капітан Громов    |
| Володимир Виноградов | Штурман Ракіта    |
| Ілля Любимов         | Герман            |
| Роман Курцин         | Макс              |
| Ірина Антоненко      | Альона            |
| Юлія Агафонова       | Науковець Ксенія  |
| Агрипина Стєклова    | Кухарка Надія     |
| Інгрід Олеринська    | Ірина             |
| Сергій Друзьяк       | Петро             |
| Матвій Зубалевич     | Рома              |
| Ілля Йосипов         | Ренат             |
| Дарина Храмцова      | Вікторія          |
| Олександр Пугачов    | Орлуша            |
| Ярослава Базаева     | Валерія           |
| Федір Сухов          | Полозков, капітан |